# Kamjanskereservoiret
Kamjanskereservoiret (ukrainsk: Кам'янське водосховище, tr. Kamjanske vodoskhovysjtje) er et vandreservoir på Dnepr, opkaldt efter byen Kamjanske i Ukraine, som er beliggende i Kirovohrad, Poltava og Dnipropetrovsk oblast. Reservoiret blev skabt i 1963-65 ved opførelsen af Dniprodzerzjynsk vandkraftværket.
Reservoiret har et areal på 567 km², er 140 km langt, har en bredde på maksimalt 20 km, og har en gennemsnitlig dybde på 4,3 meter. Den samlede vandmængde er 2,45 km³.
I forbindelse med opførelsen af vandkraftværke blev mange beboere forflyttet. De fleste af dem fik senere nybyggede lejligheder af den sovjetiske stat på bredden af det nydannede reservoir.
Vandkraftværket har en installeret effekt er 352 MW og producerer 1,328 TWh per år. Ud over elproduktion benyttes reservoiret benyttes til rekreation og fiskeri. Byerne Horisjni Plavni og Verkhnjodniprovsk på bredden af Kamjanskereservoiret.

## Billeder
- Kamjanske vandkraftværk 2008